# Rue Basse-Casserie
La rue Basse-Casserie est une voie de Nantes, en France.

## Situation et accès
Située dans le centre-ville de Nantes, la rue Basse-Casserie, qui relie la rue de la Clavurerie, au niveau de la place Fernand-Soil, à l'allée d'Orléans (cours des 50-Otages), est pavée et n'est rejointe par aucune autre voie. Elle ne fait donc qu'une dizaine de mètres de longueur pour environ 3 mètres de large.

## Origine du nom
Le nom de la voie vient peut-être de la présence, au XVIe siècle, d'orfèvres ou « casseurs d'acier », ou encore d'ouvriers qui, pour la confection de tonneaux, pliaient, ou « cassaient », des cercles de métal. Le qualificatif « basse » apparaît en 1837, lorsque la rue de la Casserie, qui allait de la rue de la Barillerie à la rue de la Clavurerie en franchissant l'Erdre, est divisée en deux, la différenciant ainsi de la rue Haute-Casserie.

## Historique
La « rue de la Casserie », au Moyen Âge, englobe les rues Basse-Casserie et de la Haute-Casserie, ainsi que le Pont de la Casserie. Ce dernier, qui porte des habitations en bois, s'écroule en 1741 et 1743. Il est reconstruit avec des maisons en pierre, et perdure jusqu'au travaux liés à la création du canal de Nantes à Brest, en 1813, année au cours de laquelle le pont est condamné.
En 1830, l'ouvrage est démoli. La rue de la Casserie est alors composée de deux tronçons bien distincts. En 1837, les deux parties sont administrativement séparées, et changent de nom.